# Bélesta (Pirenei Orientali)
Bélesta (in occitano Belhestar, in catalano  Bellestar de la Frontera) è un comune francese di 219 abitanti situato nel dipartimento dei Pirenei Orientali nella regione dell'Occitania.

## Geografia fisica

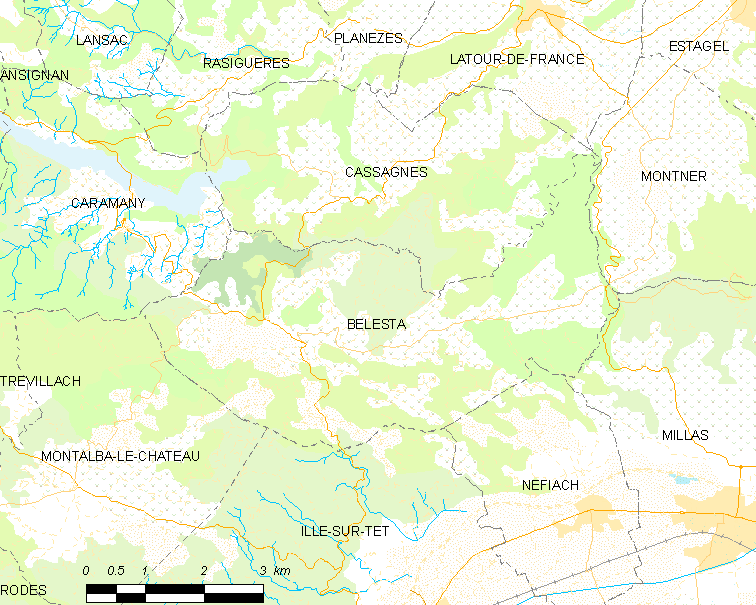
Situazione di Bélesta

## Società

### Evoluzione demografica
Abitanti censiti